# Pedro Osório
Pedro Osório är en kommun i Brasilien.   Den ligger i delstaten Rio Grande do Sul, i den södra delen av landet, 1 900 km söder om huvudstaden Brasília. Antalet invånare är 7 817.
Trakten runt Pedro Osório består i huvudsak av gräsmarker. Runt Pedro Osório är det glesbefolkat, med 12 invånare per kvadratkilometer.